# Moldova Business Week 2010
Moldova Business Week 2010 (abreviat MBW) a fost un important eveniment investițional care a avut loc la Chișinău, Republica Moldova în perioada 22 - 25 iunie 2010.
Obiectivul țintă a MBW 2010, a fost de a intensifica fluxurile investiționale în Republica Moldova, prin atragerea atenției investitorilor străini asupra Moldovei, ca o destinație favorabilă investițiilor, de facilitare a dialogului între investitori și companiile locale, indentificare și promovare a proiectelor investiționale de perspectivă, precum și focusare a atenției investitorilor asupra unor sectoare concrete ale economiei naționale. 
La eveniment au participat ex-președintele interimar Mihai Ghimpu, ex-prim-ministrul Vlad Filat, vicepremierul Valeriu Lazăr, președintele Partidului Democrat Marian Lupu, șeful Delegației UE la în Republica Moldova, Dirk Schuebel, ambasadorul SUA la moment Asif Chaudhry, reprezentantul rezident al FMI Tohir Mirzoev, managerul Băncii Mondiale pentru Moldova Melanie Marlett.